# Coubeyrac
Coubeyrac – miejscowość i gmina we Francji, w regionie Nowa Akwitania, w departamencie Żyronda.
Według danych na rok 1990 gminę zamieszkiwało 108 osób, a gęstość zaludnienia wynosiła 19 osób/km² (wśród 2290 gmin Akwitanii Coubeyrac plasuje się na 1068. miejscu pod względem liczby ludności, natomiast pod względem powierzchni na miejscu 1383.).